# Dirk Naessens
Pour les articles homonymes, voir Naessens.
Dirk Naessens est un musicien belge né le 16 octobre 1974 à Louvain, dans la province du Brabant flamand. Il joue depuis 2002 avec le groupe belge Urban Trad.

## Biographie

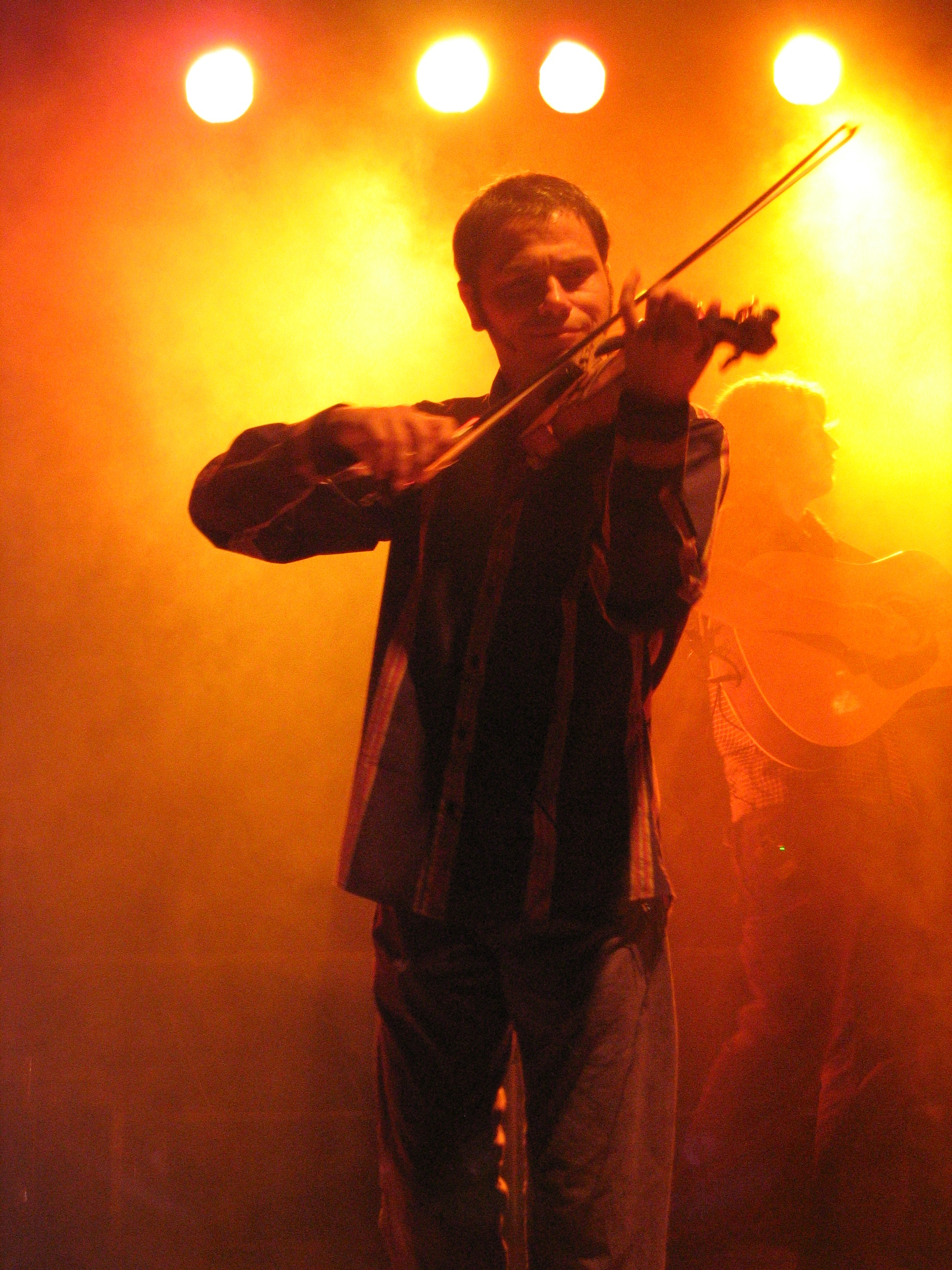
Concert avec Urban Trad à Lampaul-Guimiliau (Bretagne, France) le 28 juillet 2006.

De formation classique en piano et en violon, Dirk Naessens s'ouvre rapidement à des styles plus populaires et traditionnels. En 1997, il rejoint le groupe Black Velvet où il se familiarise avec la musique traditionnelle irlandaise. En 2000, il s'essaye également au blues, au jazz et au folk rock avec le groupe liégeois Mac Rahl.
En 2002, Dirk se joint à la formation musicale Urban Trad, menée par Yves Barbieux.
En 2012, il accompagne le guitariste de rock celtique Julien Jaffrès sur quelques dates.
Il est l’oncle de Hein et Klaas!